# Chi Chàm
Chi Chàm (danh pháp khoa học: Indigofera) là một chi lớn của khoảng 700 loài thực vật có hoa thuộc về họ Đậu (Fabaceae). Chúng sinh trưởng trong khu vực nhiệt đới và cận nhiệt đới khắp thế giới, với chỉ một vài loài có mặt trong khu vực ôn đới ở miền đông châu Á.
Các loài chủ yếu là cây bụi, một vài loài là cây thân thảo hoặc cây thân gỗ nhỏ, cao tới 5–6 m; phần lớn rụng lá vào mùa khô hay mùa đông. Lá kép lông chim lẻ với 5-31 lá chét; kích thước dài của lá dao động từ 3 tới 25 cm. Hoa nhỏ, mọc thành chùm dài 2–15 cm.
Các loài chàm bị ấu trùng của một số loài côn trùng trong bộ Cánh vẩy (Lepidoptera) phá hại, chẳng hạn như Agrotis segetum.

## Sử dụng
Một số loài, đặc biệt là Indigofera tinctoria và Indigofera suffruticosa được sử dụng để sản xuất thuốc nhuộm màu chàm.
Hóa chất anilin, mà từ đó nhiều loại thuốc nhuộm quan trọng được tạo ra, lần đầu tiên được tổng hợp từ I. suffruticosa (đồng nghĩa I. anil, vì thế mà có tên gọi anilin).
Một vài loài trong chi này được dùng để làm dịu các vết thương. Thuốc từ chúng nói chung có tác dụng làm mất cảm giác đau với tính chất chống viêm sưng chứ không là thuốc giảm đau. Indigofera articulata được sử dụng để chống đau răng, còn Indigofera oblongifolia được dùng để chống viêm vì các vết cắn của côn trùng hay của rắn, các vết sưng tấy.Indigofera suffruticosa và Indigofera aspalthoides cũng đã từng được sử dụng để chống viêm sưng. Nước chiết từ Indigofera arrecta được dùng để điều trị các vết loét.

## Một số loài
- Indigofera adenocarpa
- Indigofera adenoides
- Indigofera alopecuroides
- Indigofera alpina
- Indigofera alternans
- Indigofera amblyantha
- Indigofera amoena
- Indigofera angustata
- Indigofera angustifolia
- Indigofera antunesiana
- Indigofera aquae-nitensis
- Indigofera arenophila
- Indigofera argentea
- Indigofera arrecta
- Indigofera articulata
- Indigofera aspalathoides
- Indigofera aspera
- Indigofera asperifolia
- Indigofera astragalina
- Indigofera atriceps
- Indigofera atropurpurea
- Indigofera auricoma
- Indigofera australis
- Indigofera bainesii
- Indigofera boviperda
- Indigofera brachynema
- Indigofera brachyodon
- Indigofera brachystachya
- Indigofera brevicalyx
- Indigofera brevidens
- Indigofera bungeana
- Indigofera burchellii
- Indigofera candicans
- Indigofera candolleana
- Indigofera capillaris
- Indigofera caroliniana
- Indigofera cassioides
- Indigofera cecili
- Indigofera charlierana
- Indigofera chuniana
- Indigofera circinella
- Indigofera circinnata
- Indigofera colutea
- Indigofera comosa
- Indigofera cooperi
- Indigofera cordifolia
- Indigofera cryptantha
- Indigofera cuneata
- Indigofera cuneifolia
- Indigofera cylindracea
- Indigofera cylindrica
- Indigofera cytisoides
- Indigofera daleoides
- Indigofera decora
- Indigofera delagoaensis
- Indigofera demissa
- Indigofera dendroides
- Indigofera denudata
- Indigofera digitata
- Indigofera dimidiata
- Indigofera diphylla
- Indigofera dosua
- Indigofera dregeana
- Indigofera dyeri
- Indigofera egens
- Indigofera emarginella
- Indigofera erecta
- Indigofera eriocarpa
- Indigofera erythrogramma
- Indigofera evansiana
- Indigofera eylesiana
- Indigofera fanshawei
- Indigofera filicaulis
- Indigofera filifolia
- Indigofera filiformis
- Indigofera filipes
- Indigofera flabellata
- Indigofera flavicans
- Indigofera foliosa
- Indigofera fortunei
- Indigofera frutescens
- Indigofera fulvopilosa
- Indigofera gairdnerae
- Indigofera galegoides
- Indigofera garckeana
- Indigofera glandulosa
- Indigofera glaucescens
- Indigofera glomerata
- Indigofera griseoides
- Indigofera hamiltonii
- Indigofera hebepetala
- Indigofera hedyantha
- Indigofera hendecaphylla
- Indigofera heterantha
- Indigofera heterophylla
- Indigofera heterotricha
- Indigofera heudelotii
- Indigofera hewittii
- Indigofera hilaris
- Indigofera himalayensis
- Indigofera hirsuta
- Indigofera hispida
- Indigofera hochstetteri
- Indigofera holubii
- Indigofera humifusa
- Indigofera ichangensis
- Indigofera incana
- Indigofera ingrata
- Indigofera inhambanensis
- Indigofera kirilowii
- Indigofera langebergensis
- Indigofera laxeracemosa
- Indigofera lespedezioides
- Indigofera leucotricha
- Indigofera lindheimeriana
- Indigofera linifolia
- Indigofera linnaei
- Indigofera litoralis
- Indigofera livingstoniana
- Indigofera longebarbata
- Indigofera longepedicellata
- Indigofera lupatana
- Indigofera lyallii
- Indigofera macrophylla
- Indigofera maritima
- Indigofera marmorata
- Indigofera mauritanica
- Indigofera melanadenia
- Indigofera meyeriana
- Indigofera microcarpa
- Indigofera mimosoides
- Indigofera miniata
- Indigofera mischocarpa
- Indigofera mollicoma
- Indigofera monantha
- Indigofera montana
- Indigofera nebrowniana
- Indigofera nephrocarpoides
- Indigofera nigrescens
- Indigofera nigromontana
- Indigofera nummulariifolia
- Indigofera oblongifolia
- Indigofera omissa
- Indigofera ormocarpoides
- Indigofera ovata
- Indigofera oxalidea
- Indigofera oxytropis
- Indigofera oxytropoides
- Indigofera paniculata
- Indigofera parkesii
- Indigofera parodiana
- Indigofera pascuorum
- Indigofera pendula
- Indigofera pilosa
- Indigofera podophylla
- Indigofera poliotes
- Indigofera pongolana
- Indigofera porrecta
- Indigofera potaninii
- Indigofera pratensis
- Indigofera praticola
- Indigofera procumbens
- Indigofera prostrata
- Indigofera pseudotinctoria
- Indigofera psoraloides
- Indigofera pulchra
- Indigofera purpurea
- Indigofera rautanenii
- Indigofera reducta
- Indigofera rehmannii
- Indigofera reticulata
- Indigofera rhynchocarpa
- Indigofera rhytidocarpa
- Indigofera ripae
- Indigofera rostrata
- Indigofera rothii
- Indigofera sanguinea
- Indigofera saxicola
- Indigofera schimperi
- Indigofera schinzii
- Indigofera secundiflora
- Indigofera semitrijuga
- Indigofera senegalensis
- Indigofera sessiliflora
- Indigofera sessilifolia
- Indigofera setiflora
- Indigofera simplicifolia
- Indigofera sokotrana
- Indigofera sordida
- Indigofera sphaerocarpa
- Indigofera spicata
- Indigofera splendens
- Indigofera stachyoides
- Indigofera stenophylla
- Indigofera strobilifera
- Indigofera suaveolens
- Indigofera subcorymbosa
- Indigofera subulifera
- Indigofera suffruticosa
- Indigofera sulcata
- Indigofera swaziensis
- Indigofera tenuis
- Indigofera tenuissima
- Indigofera tinctoria
- Indigofera tomentosa
- Indigofera torulosa
- Indigofera trifoliata
- Indigofera tristis
- Indigofera tristoides
- Indigofera trita
- Indigofera velutina
- Indigofera vicioides
- Indigofera viscidissima
- Indigofera vohemarensis
- Indigofera volkensii
- Indigofera wildiana
- Indigofera williamsonii
- Indigofera woodii
- Indigofera zeyheri
- Indigofera zollingeriana